# Симоно, Леопольд
Леопольд Симоно CC (фр. Léopold Simoneau; 1918—2006) — франкоканадский оперный певец (лирический тенор), педагог и музыкальный администратор.

## Биография
Дебютировал в 1941 году на сцене Variétés lyriques в Монреале, где учился у Сальватора Иссореля. В 1943 году впервые исполнил партию в моцартовской опере — дона Базилио в «Свадьбе Фигаро». В 1946 году Симоно женился на сопрано Пьеррет Алари. Их совместная карьера началась с Variétés lyriques, где они вместе выступали в таких операх, как «Дочь полка», «Миньон» А. Тома, «Травиата», «Мирей» Ш. Гуно и «Севильский цирюльник». Начиная с 1945 года он все чаще исполняет партии в операх Моцарта, начиная с «Так поступают все» и «Волшебной флейты», в которых он в 1945 году пел соответственно Феррандо и Тамино. Впоследствии Симоно завоевал себе имя как один из лучших «моцартовских» теноров своего времени, записав все теноровые партии в моцартовских операх, в том числе в «Так поступают все» с Гербертом фон Караяном. Одной из его сильнейших партий стала партия Оттавио в «Доне Жуане».
До конца 1940-х годов Симоно выступает в Канаде и США. Его европейский дебют состоялся в 1949 году в Париже, где он пел в «Мирей» на сцене Опера-Комик. Он продолжает выступать в Париже, одновременно совершенствуя своё мастерство там и в Вене. Помимо опер Моцарта, он поет также в произведениях Глюка (Пилад в «Ифигении в Тавриде», Орфей в теноровой аранжировке «Орфее и Эвридике») и в «Тайном браке» Чимарозы. В 1952 году он поет в «Царе Эдипе», которым дирижирует сам автор, Игорь Стравинский. После этого он выступает в Шотландии, Аргентине, гастролирует по США; в Чикаго его партнершей по «Травиате» была Мария Каллас, в Ванкувере в «Доне Жуане» с ним поют Джордж Лондон и Джоан Сазерленд. Также с ним часто выступала жена.
Ближе к концу исполнительской карьеры Симоно начинает чаще выступать в ораториях и других жанрах вокального недраматического искусства. Его последнее появление в опере состоялось в 1964 году, но до 1970 года он продолжал выступать с концертными номерами. В частности, он пел в «Мессии» и в Реквиеме Берлиоза с Торонтским Мендельсоновским хором, а завершил карьеру в 1970 году в «Мессии» с Монреальским симфоническим оркестром.
Впоследствии Симоно активно занимался административной деятельностью. В 1971 году, будучи советником Министерства культуры Квебека, он подготовил доклад, давший толчок к созданию Opéra du Québec. Вместе с Алари он преподавал в Сан-Францисской консерватории, в Центре высшего образования Банфа (Альберта) и в музыкальной академии Canada Opera Piccola в Виктории (Британская Колумбия). Он приглашался в жюри международных вокальных конкурсов в Монреале и Торонто. В 1995 году в Монреале было опубликовано его сочинение «Искусство бельканто» (фр. L'Art du bel canto).

## Признание
Леопольд Симоно был почетным доктором Университета Макгилла (1994), первым лауреатом Премии Каликсы Лавалле (1959, вместе с Алари) и лауреатом премии генерал-губернатора Канады в области искусств (1992). В 1961 году пластинка арий и дуэтов, записанная им с Алари, удостоилась престижной французской премии Grand prix du disque de l'Académie Charles-Cros. В 1971 году он был произведен в офицеры ордена Канады, а в 1996 году в компаньоны ордена Канады; в 1996 году он стал офицером Ордена Искусств и литературы (Франция), а в 1997 году кавалером Национального ордена Квебека.